# Генрих Рейсс фон Плауэн
Генрих Рейсс фон Плауэн (нем. Heinrich Reuß von Plauen; около 1400, Тюрингия — 2 января 1470, Моронг) — 32-й великий магистр Тевтонского ордена с 1469 по 1470 год.

## Биография
Племянник и преемник великого магистра Людвига фон Эрлихсхаузена, также дальний родственник 27-го великого магистра Генриха фон Плауэна. Родился в Тюрингии, происходил из владетельного дома Рейсс фон Плауэн. Еще в молодости Генрих Рейсс фон Плауэн вступил в Тевтонский орден, вначале служил в Германии. В 1420-х годах прибыл в Пруссию, где получил должность войта Тчева.
В 1433 году Генрих Рейсс фон Плауэн был назначен комтуром замка Бальга. В 1440 году стал войтом Натангии. В 1441 году был назначен великим госпитальером Тевтонского ордена и комтуром замка Эльблонг. Будучи родственником великого магистра Людвига фон Эрлихсхаузена, Генрих Рейсс фон Плауэн занимал видное положение среди руководства Тевтонского ордена.
Во время Тринадцатилетней войны между Тевтонским орденом и Польшей (1454—1466) Генрих Рейсс фон Плауэн командовал орденской армией и в сентябре 1454 года участвовал в разгроме польской армии в битве под Хойницами. В 1466 году после заключения Торуньского мира между Тевтонским орденом и Польшей Генрих Рейсс фон Плауэн был назначен комтуром замка Пасленк.
В апреле 1467 года после смерти своего дяди, великого магистра Людвига фон Эрлихсхаузена, великий госпитальер Генрих Рейсс фон Плауэн стал наместником Тевтонского ордена. Первоначально Генрих Рейсс фон Плауэн избрал своей резиденцией замок Моронг, откуда в 1469 году под давлением польского короля Казимира IV Ягеллончика вынужден был перебраться в Кёнигсберг.
17 октября 1469 года наместник Генрих Рейсс фон Плауэн в Кёнигсберге на генеральном орденском капитуле был избран новым великим магистром Тевтонского ордена. Вскоре после своего избрания великий магистр Генрих Рейсс фон Плауэн отправился на коронный сейм в Пётркув-Трыбунальский, где 1 декабря 1469 года принес вассальную присягу на верность польскому королю Казимиру IV Ягеллончику (1447—1492). После своего возвращения из Польши в Пруссию тяжело заболел и был парализован. 2 января 1470 года великий магистр Генрих Рейсс фон Плауэн скончался в замке Моронг. Был похоронен в Кёнигсбергском кафедральном соборе.